# Starstruck (canción)
«Starstruck» es una canción interpretada por la banda británica de rock-pop, The Kinks, Escrita por Ray Davies para el álbum de 1968, The Kinks Are the Village Green Preservation Society, siendo la tercera canción de la cara B del disco. También fue lanzada como sencillo, con la popular Picture Book en el lado B.

## Composición
La canción fue escrita por el mayor de los hermanos Davies en el año de 1968, al igual que la mayoría de las canciones en The Village Green Preservation Society.
Sobre la aparición de "Starstruck" en The Kinks Are the Village Green Preservation Society, Ray Davies afirmó:

Es extraño pensar que esta canción sea grabada por The Kinks, porque definitivamente es una canción que debería estar en el álbum en solitario de alguien.
Ray Davies

### Letra
La canción trata sobre dejarse absorber por la cultura y alejarse de su familia y su hogar. Davies, cantando en primera persona, aconseja a una chica ("eres víctima de las luces brillantes de la ciudad / y tu mente no está bien / crees que el mundo está a tus pies) ("Te volverá loca porque el mundo no es tan dócil").

## Lanzamiento
"Starstruck" fue el primer sencillo estadounidense extraído de The Village Green Preservation Society, pero además de alcanzar el puesto 13 en los Países Bajos, no llegó a las listas. La pista también se lanzó como sencillo en Alemania, Noruega, Suecia y Australia, y es en la versión australiana del sencillo que "Starstruck" se intercambió por su cara B, "Picture Book" como el lado A.
Un video promocional, protagonizado por los cuatro miembros de la banda en un parque de Londres fue lanzado en el mismo año. Fue filmado por la emisora pública holandesa NOS.
Además de ser la décima canción de The Kinks Are the Village Green Preservation Society, "Starstruck" ha aparecido en el álbum recopilatorio The Ultimate Collection.